# Okręg wyborczy Totnes
Okręg wyborczy Totnes powstał w 1295 r. i wysyłał do angielskiej, a następnie brytyjskiej, Izby Gmin dwóch deputowanych. Okręg zlikwidowano w 1868 r., ale przywrócono go ponownie w 1885 r. jako okręg jednomandatowy. Ponownie zlikwidowano go w 1983 r. i ponownie odtworzono w roku 1997. Okręg położony jest w hrabstwie Devon.

## Deputowani do brytyjskiej Izby Gmin z okręgu Totnes

### Deputowani w latach 1660–1868
- 1660–1661: Thomas Chafe
- 1660–1673: Thomas Clifford
- 1661–1681: Edward Seymour
- 1673–1679: Thomas Berry
- 1679–1679: John Kelland
- 1679–1681: Edward Seymour
- 1681–1689: John Kelland
- 1681–1685: Charles Kelland
- 1685–1689: Edward Seymour
- 1689–1692: John Fowell
- 1689–1690: Rawlin Mallock
- 1690–1695: Henry Seymour Portman
- 1692–1695: Thomas Coulson
- 1695–1699: Edward Seymour
- 1695–1698: Edward Yarde
- 1698–1708: Thomas Coulson
- 1699–1701: Francis Gwyn
- 1701–1702: Christopher Musgrave
- 1702–1705: William Seymour
- 1705–1708: Humphrey Mackworth
- 1708–1710: Edward Seymour
- 1708–1710: George Courtenay
- 1710–1715: Francis Gwyn
- 1710–1713: Thomas Coulson
- 1713–1722: Stephen Northleigh
- 1715–1717: Arthur Champernowne
- 1717–1718: John Germain
- 1718–1742: Charles Wills
- 1722–1727: Joseph Banks
- 1727–1732: Exton Sayer
- 1732–1734: Henry Gough
- 1734–1747: Joseph Danvers
- 1742–1754: John Strange
- 1747–1754: Charles Taylor
- 1754–1763: Browse Trist
- 1754–1759: Richard Lloyd
- 1759–1768: Richard Savage Lloyd
- 1763–1768: Henry Seymour
- 1768–1788: Philip Jennings Clerke
- 1768–1774: Peter Burrell
- 1774–1780: James Amyatt
- 1780–1784: Launcelot Brown
- 1784–1790: Henry Phipps
- 1788–1790: William Vane, wicehrabia Barnard
- 1790–1796: William Powlett Powlett
- 1790–1796: Francis Buller Yarde
- 1796–1802: Charles Perceval, 2. baron Arden
- 1796–1801: George Seymour-Conway
- 1801–1811: William Adams
- 1802–1804: John Berkeley Burland
- 1804–1806: Vicary Gibbs
- 1806–1812: Benjamin Hall
- 1811–1832: Thomas Peregrine Courtenay
- 1812–1818: Ayshford Wise
- 1818–1820: William Holmes
- 1820–1826: John Bent
- 1826–1830: Henry Vane, hrabia Darlington
- 1830–1832: Charles Barry Baldwin
- 1832–1834: James Cornish
- 1832–1839: Jasper Parrott
- 1834–1855: Edward Seymour, lord Seymour, wigowie
- 1839–1852: Charles Barry Baldwin
- 1852–1862: Thomas Mills
- 1855–1863: George Hay, hrabia Gifford
- 1862–1866: John Pender, Partia Liberalna
- 1863–1868: Alfred Seymour

### Deputowani w latach 1885–1983
- 1885–1922: Francis Bingham Mildmay, Partia Konserwatywna
- 1922–1923: Samuel Emile Harvey
- 1923–1924: Henry Harvey Vivian
- 1924–1935: Samuel Emile Harvey
- 1935–1955: Ralph Rayner, Partia Konserwatywna
- 1955–1983: Ray Mawby, Partia Konserwatywna

### Deputowani po 1997 r.
- 1997– : Anthony Steen, Partia Konserwatywna